# Ситна Летті

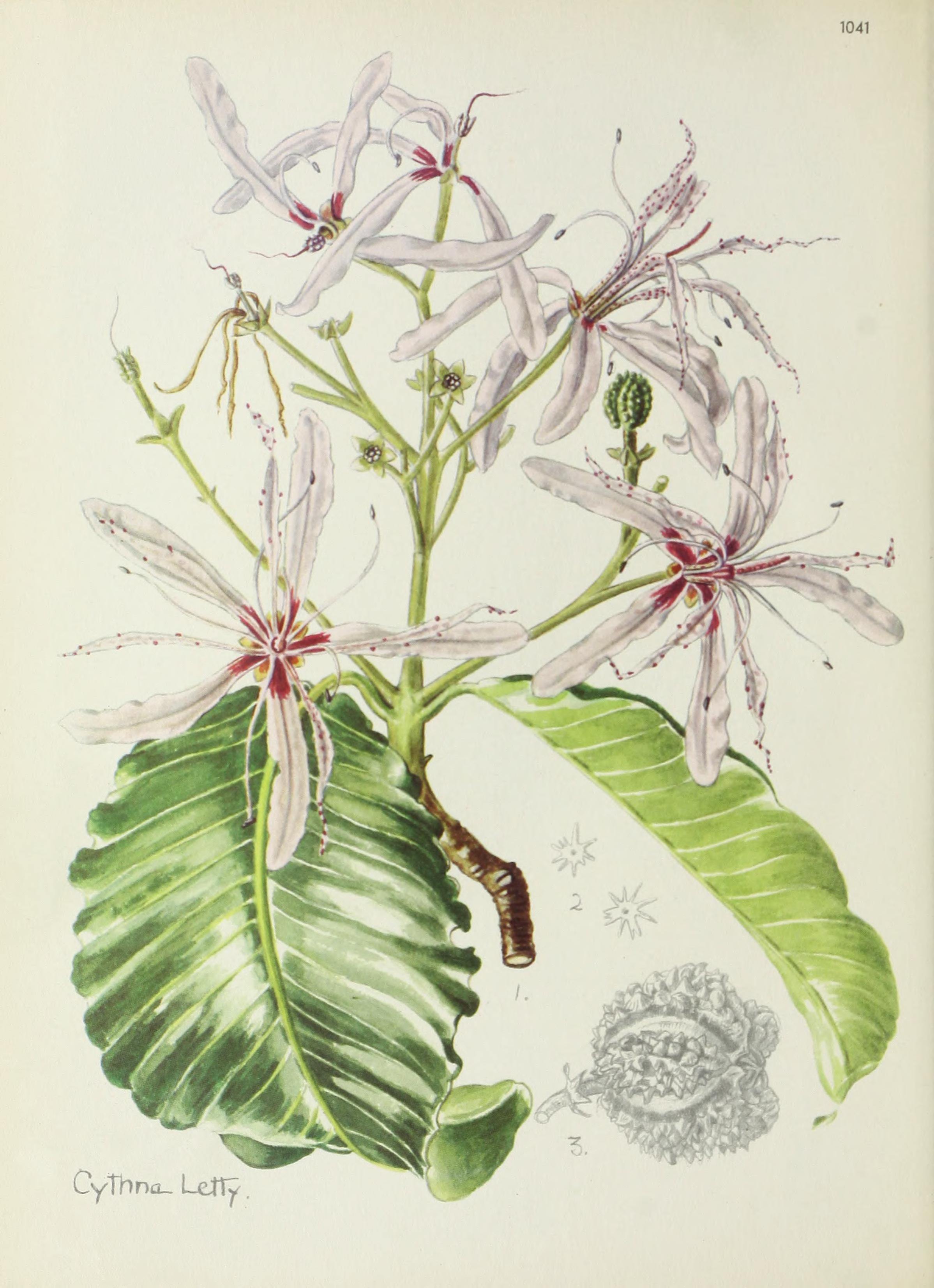
Calodendrum capense (L.f.) Thunb.

Ситна Летті (англ. Cythna Letty; 1 січня 1895 — 3 травня 1985) — південноафриканська жінка-ботанік, ботанічна ілюстраторка. Вважається старійшиною південноафриканського ботанічного мистецтва, протягом 40 років працювала у Національному гербарії у Преторії над створенням ботанічних ілюстрацій та олівцевих ескізів.
Ситна Летті найбільш відома своєю книгою «Дикі квіти Трансваалю» («Wild Flowers of the Transvaal»), яка була опублікована у 1962 році. Коли в Південній Африці було запроваджено у грошовий обіг нову валюту ранд, її попросили розробити квіткові мотиви для монет номіналом 10, 20 та 50 центів.

## Біографія
Ситна була старшою дитиною від другого шлюбу своєї матері Джосіни Крістіни Лінденберг і була названа на честь героїні поеми Персі Біші Шеллі «Повстання ісламу». У сімейства Летті було п'ятеро дітей, також протягом багатьох років шестеро дітей від першого шлюбу Джосіни були частиною великої, дисциплінованої родини.
Батько Ситни, Волтер Едвард Летті, часто змінював роботу, і через це родина часто змінювала місце проживання. В результаті Ситна відвідувала загалом 13 шкіл, закінчивши навчання у Преторійській жіночій середній школі. З початком Першої світової війни Волтер вступив на військову службу у Франції та залишився там після оголошення миру. Джосіна утримувала родину, ілюструючи генеалогічні таблиці. Її художні навички передалися багатьом її дітям, але лише Ситна мала пристрасть до ботаніки та ботанічних ілюстрацій.
Після закінчення школи Ситна працювала деякий час гувернанткою на фермі поблизу Преторії, згодом закінчила річний курс навчання на медсестру та отримала кваліфікацію акушерки, працювала клерком на Південноафриканських залізницях. У 1920 році переїхала до Кейптауна, щоб допомагати своєму зятю, лікарю Ч. Г. Бозенбергу. 
У 1925 році вона повернулася до Преторії та була призначена художницею в ветеринарні лабораторії Ондерстепорта, де створювала кольорові зображення тварин, які померли від різних хвороб. Через два роки її перевели до Національного гербарію у відділ рослинництва під керівництвом Іллтід Буллер Поул-Еванс, де вона створювала картини африканських квітів. Перші уроки акварельного живопису диких квітів степу вона отримала від своєї матері у 1905 році. Поул визнав її художній талант і дав їй посаду в Національному гербарії в Преторії, де вона розпочала свою тривалу співпрацю, створивши понад 700 картин та олівцевих ескізів африканських рослин, які стали основою журналу «Квітучі рослини Африки» («Flowering Plants of Africa»). З часом вона стала однією з найшанованіших та найплідніших художниць-ботаніків Південної Африки. У 1930-х роках вона також описала деякі види сукулентів.
У 1938 році Летті пішла у відставку, вийшлати заміж за Оскара Вільяма Алріка Форсмана, у 1940 році у пари народився син. У 1945 році Летті повернулася до Національного гербарію та працювала там до виходу на пенсію у 1968 році.
Як художниця-ботанік, вона зібрала близько 500 рослин з Квазулу-Наталь та Капської провінції, включаючи зразки з Національного парку Крюгера, та створила понад 700 ілюстрацій до Flowering Plants of South Africa. У 1962 році вона опублікувала ілюстровану книгу «Дикі квіти Трансваалю» («Wild Flowers of the Transvaal») та багато років працювала над книгою «Zantedeschia», яка була опублікована в журналі «Bothalia» у 1973 році.
Летті також писала вірші, і у 1981 році було опубліковано добірку її віршів з 23 малюнками з квітами під назвою «Діти годин» («Children of the Hours»). У 1966 році вона відвідала Європу та Сполучені Штати, де деякі з її картин були включені до міжнародної виставки в Піттсбурзі.
Ситна Летті померла 3 травня 1986 року у віці 90 років. Її прах був розвіяний у природному заповіднику Ситна-Летті поблизу Барбертона в Мпумаланзі. У 1989 році Національний ботанічний інститут опублікував портфоліо із семи гравюр квіткових картин, відібраних з двох журналів, що зберігаються в бібліотеці Мері Ганн інституту в Преторії.

## Відзнаки та нагороди
- 1970: Срібна медаль Гренфелла Королівського садівничого товариства[5].
- 1974: Почесний доктор Вітватерсрандського університету
- 1974 звання «Жінка року», газета «The Star» у Йоганнесбурзі, Південна Африка.
- 1977: Нагорда Товариства рослинництва Америки (CSSA).
- 1978: Член Американського товариства кактусоводів.
- 1981: Почесна грамота від Ботанічного товариства Південної Африки.
- Ботанічне товариство Південної Африки заснувало «Медаль Ситни Летті», що присуджується за значний внесок у ботанічну ілюстрацію у Південній Африці[6].
- Природний заповідник Ситна-Летті поблизу Барбертона, Мпумаланга, де було розвіяно її прах, названо на її честь.
- Види рослин Crassula lettyae Phillips та  Aloe lettyae Reynold названі на її честь.

## Публікації
- An Introduction to Botany and to a Few Transvaal Veld Flowers (J.L Van Schaik, Pretoria 1920)
- Wild Flowers of the Transvaal (with Dyer, Verdoorn and Codd 1962) ISBN B0007IZSNE
- Trees of South Africa (Tafelberg 1975) ISBN 0-624-00671-9
- Children of the Hours - Indigenous Plants With Peculiar Habits (AD. Donker Ltd 1981) ISBN B000N2D7SM